# Liste der Weihbischöfe in Płock
Die folgenden Personen waren Weihbischöfe im Bistum Płock:

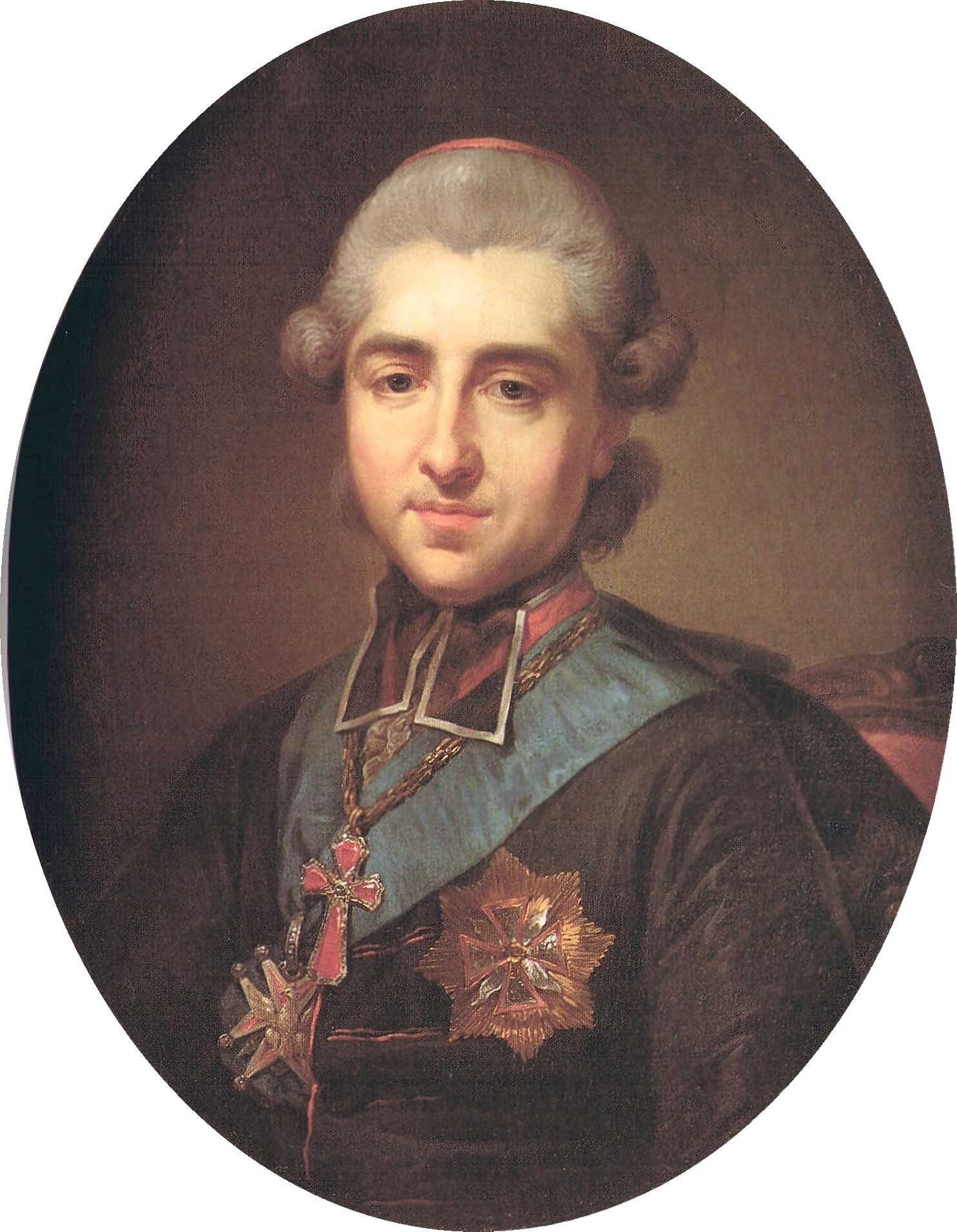
Michal Jerzy Poniatowski

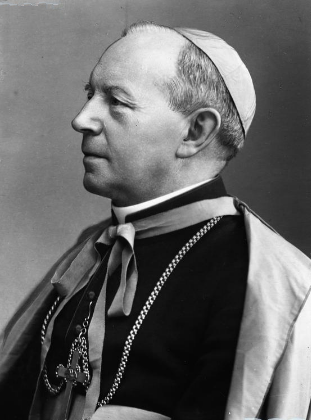
Adolf Piotr Szelążek

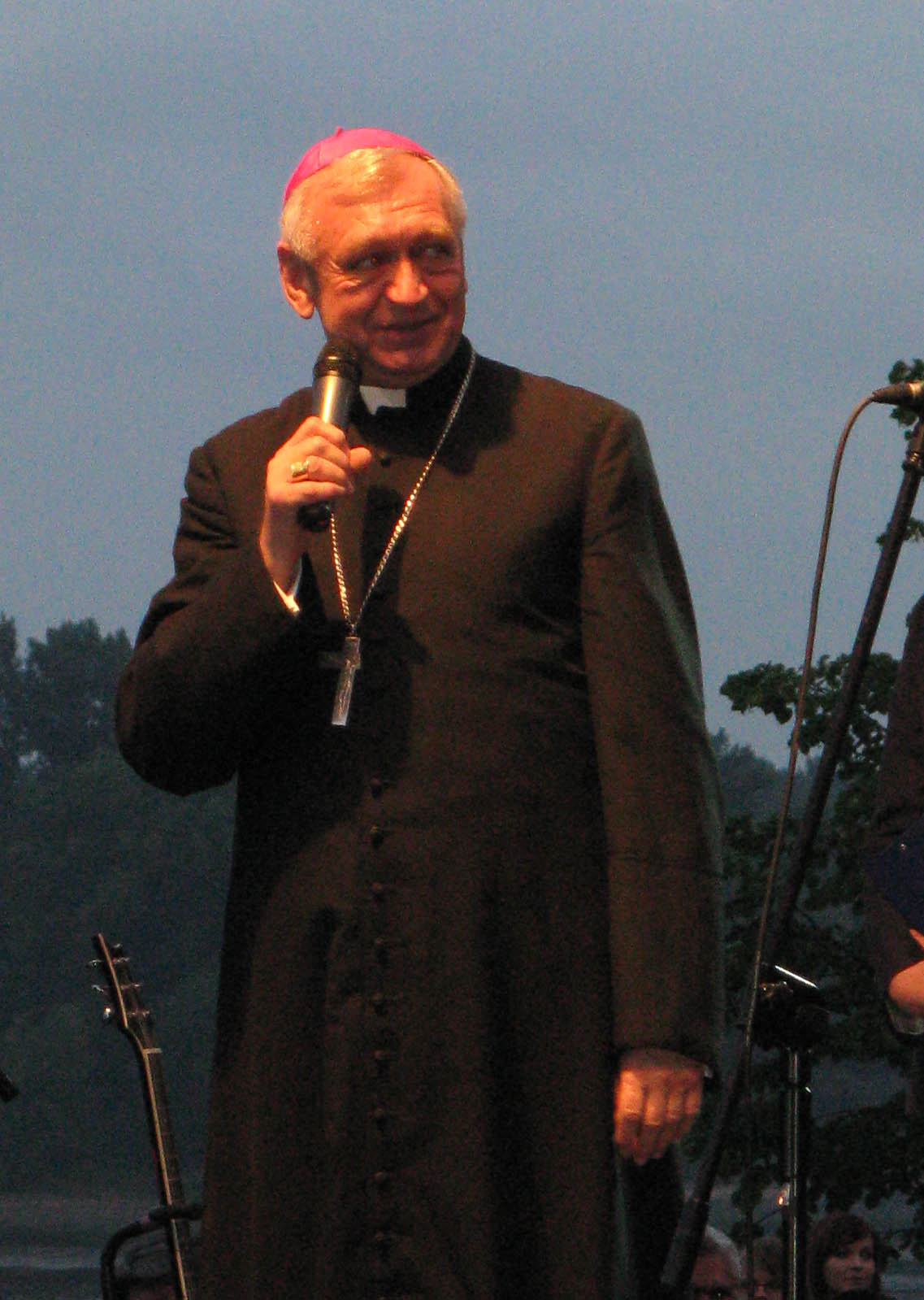
Andrzej Suski

| Zeit      | Name                                       | Amt                                           |
| --------- | ------------------------------------------ | --------------------------------------------- |
| 1595–1604 | Jan Zamojski                               | Titularbischof von Philippi                   |
| 1614–1643 | Stanisław Starczewski                      |                                               |
| 1643–1655 | Wojciech Tolibowski                        | Titularbischof von Sebaste in Cilicia         |
| 1655–1664 | Zygmunt Czyżowski                          | Titularbischof von Lacedaemonia               |
| 1664–1690 | Stanisław Całowański                       |                                               |
| 1691–1698 | Ludwik Tolibowski                          |                                               |
| 1696–1709 | Marcin Załuski                             | Titularbischof von Rosmen (Russionen)         |
| 1710–1719 | Paweł Antoni Załuski                       | Titularbischof von Alba                       |
| 1732–1765 | Marcin Załuski II.                         | Titularbischof von Draso                      |
| 1764–1779 | Kazimierz Rokitnicki                       | Titularbischof von Alalis                     |
| 1773–1775 | Michal Jerzy Poniatowski                   | Titularbischof von Cydonia Koadjutorbischof   |
| 1778–1799 | Antoni Narzymski                           | Titularbischof von Euroea in Phoenicia/Evaria |
| 1779–1782 | Michał Żurawski                            |                                               |
| 1782–1791 | Józef Wojciech Gadomski                    | Titularbischof von Benda                      |
| 1791–1814 | Michał Maurycy Mdzewski                    | Titularbischof von Dercos                     |
| 1805–1822 | Antoni Luboradzki                          | Titularbischof von Tanis                      |
| 1823–1838 | Konstanty Wincenty Plejewski               | Titularbischof von Legio                      |
| 1828      | Lorenzo Gutkowski                          | Titularbischof von Gerasa                     |
| 1842–1856 | Antoni Melchior Fijałkowski                | Titularbischof von Hermopolis Maior           |
| 1872–1883 | Aleksander Kazimierz Gintowt-Dziewałtowski | Titularbischof von Helenopolis in Bithynia    |
| 1908–1913 | Stefan Denisiewicz                         | Titularbischof von Claudiopolis in Isauria    |
| 1918–1925 | Adolf Szelążek                             | Titularbischof von Barca                      |
| 1928–1941 | Leon Wetmański                             | Titularbischof von Camachus                   |
| 1950–1970 | Piotr Dudziec                              | Titularbischof von Camuliana                  |
| 1961–1991 | Jan Wosiński                               | Titularbischof von Abaradira                  |
| 1985–2017 | Roman Marcinkowski                         | Titularbischof von Bulla Regia                |
| 1986–1992 | Andrzej Suski                              | Titularbischof von Pulcheriopolis             |
| seit 2016 | Mirosław Milewski                          | Titularbischof von Villa Nova                 |